# 1993 en Grèce
Chronologie de la Grèce
- 1989
- 1990
- 1991
- 1992
- 1993
- 1994
- 1995
- 1996
- 1997

Cette page concerne les évènements survenus en 1993 en Grèce  :

## Évènement
- Découverte de la tablette de Dispilió.
- 18 juin : Résolution 845 du Conseil de sécurité des Nations unies qui exhorte la Grèce et la République de Macédoine à poursuivre leurs efforts pour régler le débat autour du nom de la Macédoine.
- août : Opération toison d'or (en), pour évacuer vers la Grèce, par la marine hellénique, plus de 1 000 Grecs de Géorgie, non-combattants, fuyant la guerre d'Abkhazie.
- 10 octobre : Élections législatives
- 13 octobre : Gouvernement Andréas Papandréou III

## Cinéma - Sortie de film
- 5-14 novembre : Festival international du film de Thessalonique
- Ils sont venus de la neige
- Je rêve de mes amis
- Lefteris

## Sport
- 30 mars-2 mai : Championnats d'Europe de judo à Athènes.
- 4-11 octobre : International d'Athènes (en) (tennis).
- Coupe de Grèce de football (1992-1993) (en)
- Coupe de Grèce de football (1993-1994) (en)
- Championnat de Grèce de football 1992-1993
- Championnat de Grèce de football 1993-1994
- Création de clubs : Trikala Aries B.C. (en) (basket-ball), A.O. Eikosimias F.C. (en) et Patraikos F.C. (en).

## Création
- 71e brigade mobile aérienne (en)
- Écologistes alternatifs (en)
- ERA Sport (en), radio sportive.
- Musée archéologique d'Archánes

## Naissance
- Andréas Bouchalákis, footballeur.
- Emmanouíl Frágkos, député européen.
- Rafaíl Koumentákis, volleyeur.
- María Nomikoú, volleyeuse.
- Panayiótis Samilídis, nageur.
- Ioánnis Spanópoulos, cycliste.

## Décès
- Christos Capralos, sculpteur.
- Katerína Gógou, poètesse.
- Mélétios Karabinis, métropolite orthodoxe grec de France.